# Autorretrato de Goya de 1815 (Museo del Prado)
Este Autorretrato, pintado por Francisco de Goya en 1815, a la edad de sesenta y nueve años, fue uno de los últimos óleos en que plasmó su propia imagen. Se trata de una obra de pequeño tamaño (46 x 33 cm) que se caracteriza por darnos una imagen cercana, cotidiana, íntima del pintor en su vejez. Aparecieron tras una restauración de 1993 la firma y fecha inscritas a la izquierda, posiblemente a pincel.
Es probable que sea este un cuadro que se halló en la Quinta del Sordo, pues aparece en el inventario que Antonio de Brugada realizó a la muerte del artista aragonés de las Pinturas negras en 1828. En 1866 el cuadro fue adquirido a su entonces propietario, Román de la Huerta, para el Museo de la Trinidad, pasando en 1872 al Museo del Prado tras la disolución de aquel.
Fue pintado en el contexto histórico de la Restauración absolutista, años difíciles en los que se persiguió a liberales e ilustrados afrancesados, y en los cuales Goya se alejó de la vida social y representativa acogiéndose a su círculo familiar y apoyándose en sus mejores amigos. No tardaría mucho en adquirir, para llevar una especie de retiro en un paraje casi campestre a orillas del Manzanares, una casa o quinta, llamada del sordo, donde llevó a cabo sus afamadas Pinturas negras, con las que este autorretrato comparte rasgos estilísticos.

## Análisis de la obra
Sobre la base de un espacio indefinido y oscuro de fondo (a la manera velazqueña), abocetado y de aspecto inacabado, y solo un poco menos que la levita marrón rojizo, se destaca el cuello pulquérrimo de una camisa con el cuello abierto de firme y eficaz pincelada. La base, preparada con ocres, presta al cuadro un color cálido, que complementa perfectamente la delicada tez sonrosada de su rostro, pintada con mucha más pasta y que realza la luz que desprende el rostro. Todo el conjunto desprende, así, un amable espíritu de placidez, que corresponde a un artista experimentado, ya en plena ancianidad. El pintor mira francamente al espectador de la obra, al que parece interpelar. 

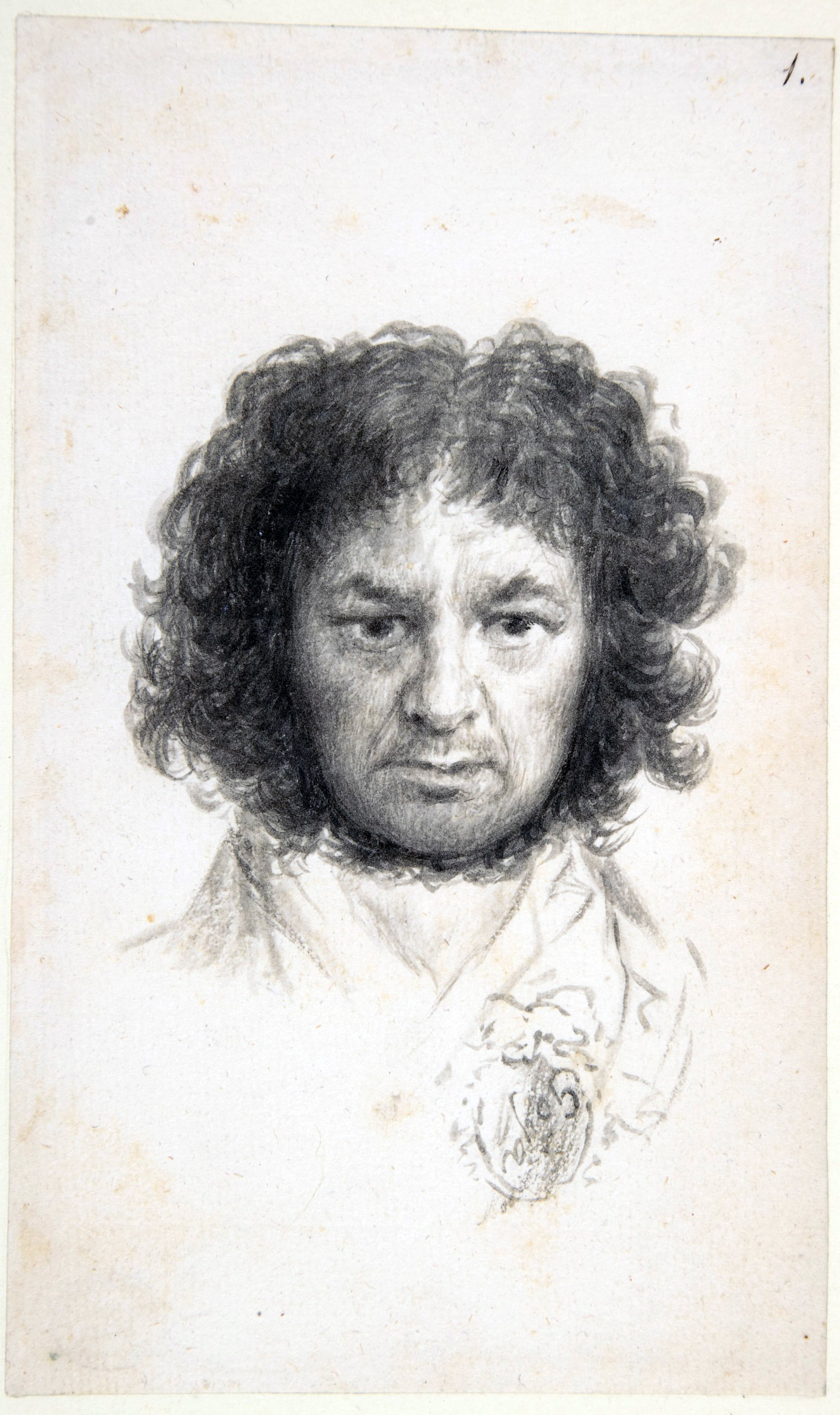
Autorretrato, hacia 1800.

El autorretrato de 1815 es un cuadro absolutamente moderno, en el que la atención, la luz, se concentra en el rostro, eliminando cualquier otro detalle superfluo. El fondo pese a su apariencia de primer borrón, conforma un espacio aéreo parecido al que Velázquez usaba para que de él emergieran sus figuras, creando un espacio sin objeto alguno.
Se evoca una ilusión tormentosa, romántica en ese espacio neutro, como orlando la cabeza y el revuelto peinado del genio. Se pueden hacer analogías tanto con las figuras de pesadilla que surgen de su figura del grabado número 43 de la serie de Los caprichos, el conocido «El sueño de la razón produce monstruos» (sobre todo en sus dibujos preparatorios), o en el autorretrato a la tinta china y aguada de hacia 1800, en que barba y patillas se unen con una media melena revuelta. 
La apostura de seguridad y la mirada firme que caracteriza a la mayor parte de los autorretratos goyescos, se atenúnan en esta obra tardía con un gesto de ternura, serena reflexión interior e incluso aspecto de vulnerable humanidad. No hay ya los aditamentos habituales: parte de un lienzo, la mirada a un eventual modelo, atuendo elegante o deseo de mostrar su personalidad y capacidad como artista y quizá, como intelectual. Es solo un hombre, al final de su vida, y se muestra tal cual es; como cualquier otro semejante.